# シュコダ財閥
シュコダ（またはシュコーダ、スコダ、Škoda、 発音）は、シュコダ・ワークス（Škoda Works、チェコ語：Škodovy závody, 1859年創立）を頂点とした、オーストリア＝ハンガリー帝国及びチェコスロバキア最大の財閥。本拠地はチェコのプルゼニ。20世紀のヨーロッパにおける最大級の工業コングロマリットでもあり、第二次世界大戦期までは各種兵器や機関車（鉄道車両）、飛行機、船、自動車、工作機械、蒸気タービン、発電所設備などを製造していた。特に1935年に制式化されたしたLT-35、1938年のLT-38（ČKD社設計、シュコダは一部生産を担当）はナチス・ドイツのヒトラーによるチェコスロバキア併合後にそれぞれ35(t)戦車、38(t)戦車と呼ばれ、大戦序盤は主要戦車として活躍した。
第二次大戦後にチェコスロバキアが共産主義国家化すると、民間企業の国有化政策の一環から、シュコダは一部製造部門がそれぞれ国営企業として分社化された後、国営企業・Závody Vladimíra Iljiče Lenina社となった。
ビロード革命後に会社は民営化されたが、冷戦終結の余波から兵器部門の業績が頭打ちになるなどし、企業体制の再編成がなされた。現在は持株会社のシュコダ・ホールディング（Škoda Holding a. s., 2000年発足）を中心とした企業体となっている。

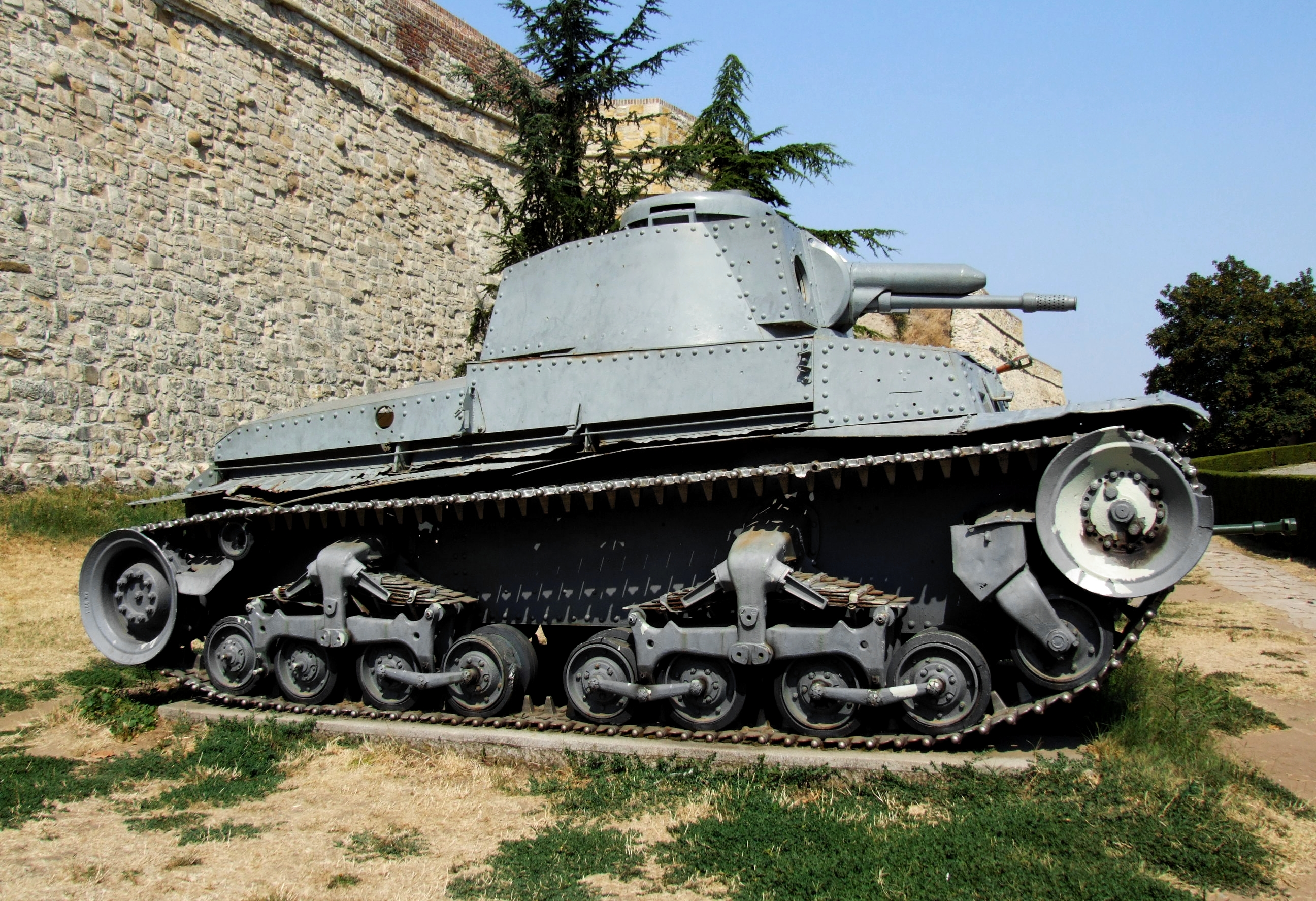
ベオグラードの軍事博物館にあるLTvz.35（戦車）
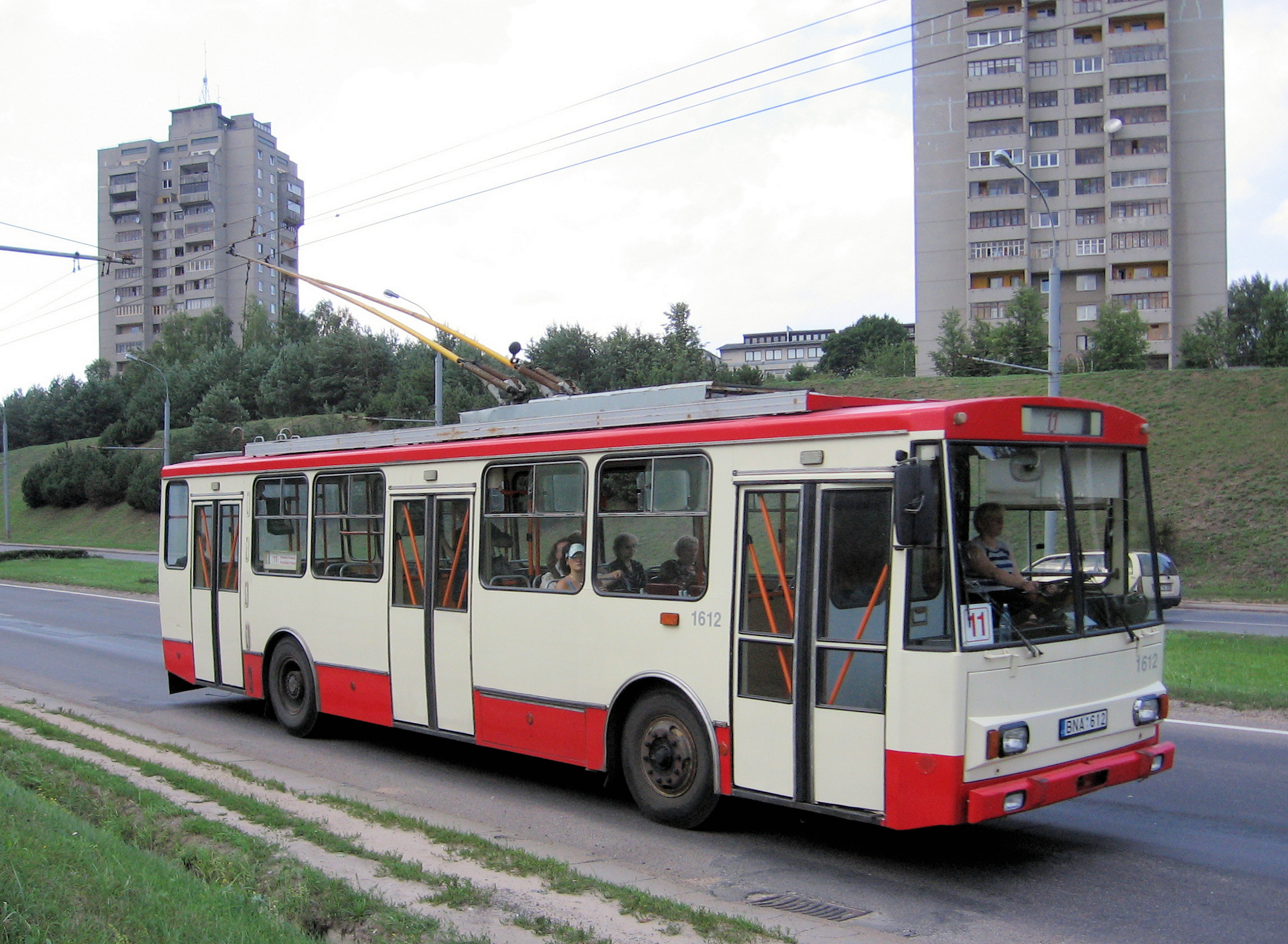
ヴィリニュスの路上を走るŠkoda 14（トロリーバス）
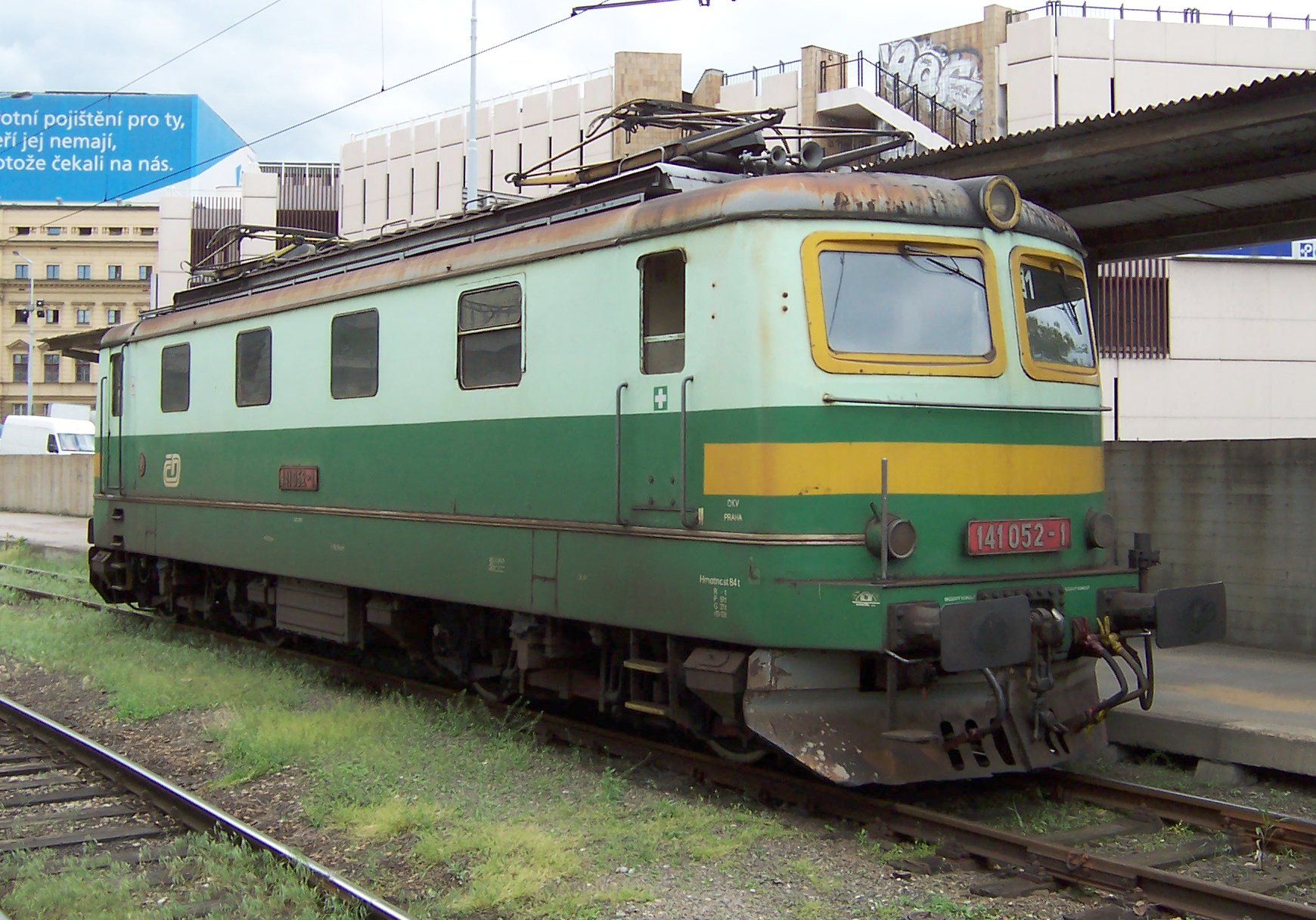
シュコダが製造した電気機関車・ČD 141型
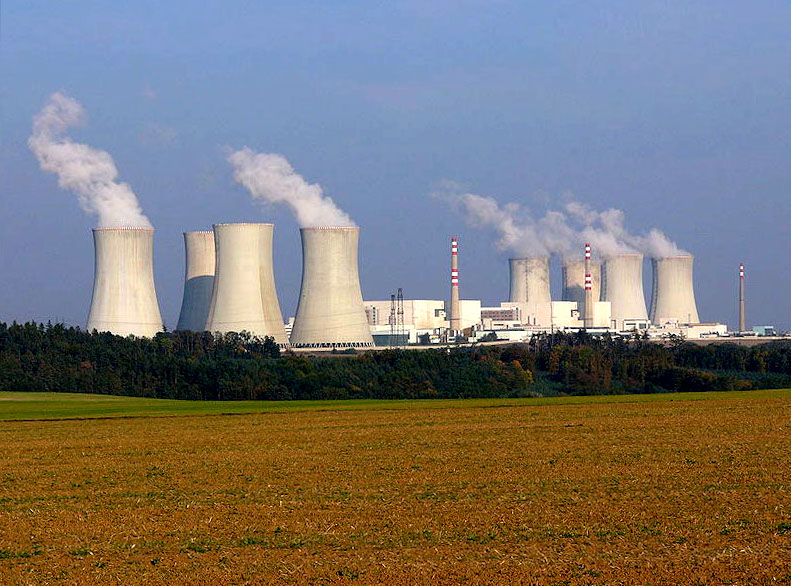
シュコダが建設に携わったDukovany 原子力発電所